# Saint-Palais (Allier)
Saint-Palais ist eine französische Gemeinde mit 157 Einwohnern (Stand: 1. Januar 2022) im Département Allier in der Region Auvergne-Rhône-Alpes. Sie gehört zum Arrondissement Montluçon und zum Kanton Huriel.

## Geographie
Saint-Palais liegt etwa 26 Kilometer nordnordwestlich von Montluçon.

### Nachbargemeinden
Umgeben ist Saint-Palais von den Nachbargemeinden Sidiailles im Norden, Viplaix im Osten und Nordosten, Mesples im Osten, Saint-Sauvier im Süden und Südosten, Saint-Pierre-le-Bost im Südwesten sowie Préveranges im Westen.

## Bevölkerungsentwicklung
| Jahr      | 1962 | 1968 | 1975 | 1982 | 1990 | 1999 | 2006 | 2011 | 2016 | 2019 |
| Einwohner | 404  | 392  | 267  | 246  | 204  | 197  | 192  | 188  | 165  | 162  |

## Sehenswürdigkeiten
- Kirche Saint-Palais aus dem 13. Jahrhundert, Umbauten aus dem 19. Jahrhundert

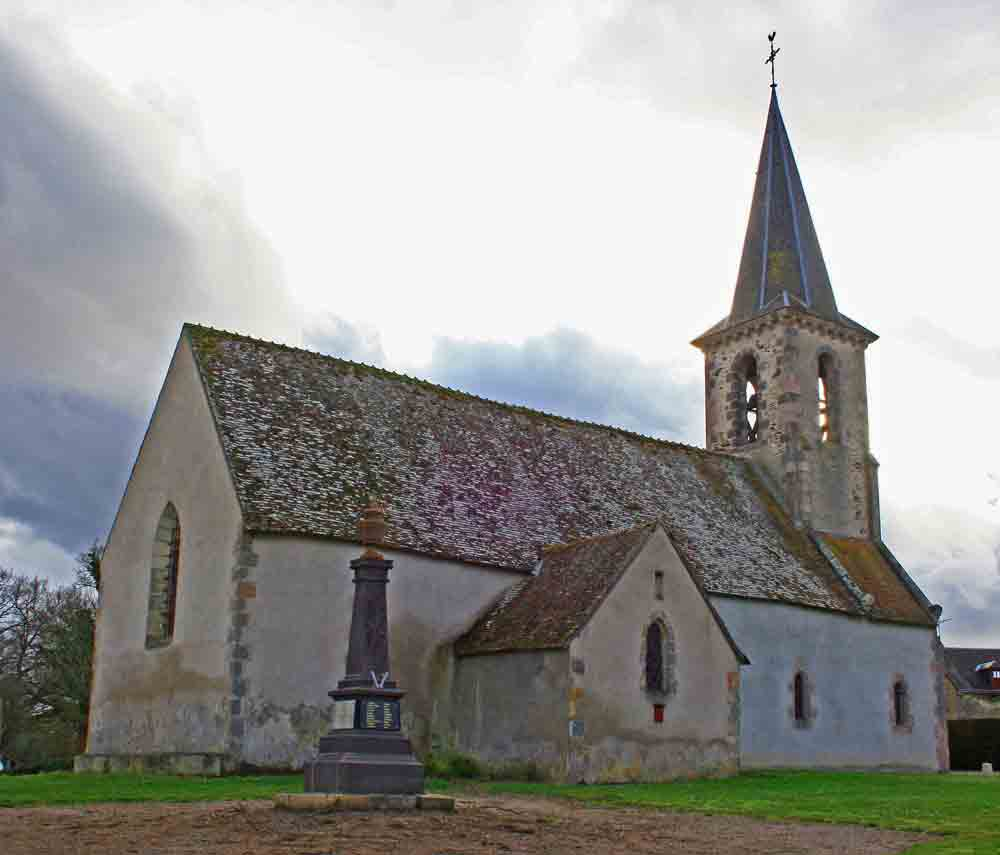
Kirche Saint-Palais